# Fußball-Bundesliga 2000-2001 (Austria)
L'edizione 2000-01 del campionato di calcio della Bundesliga vide la vittoria finale del Tirol Innsbruck.
Capocannoniere del torneo fu Radosław Gilewicz (Tirol Innsbruck), con 22 reti.

## Classifica finale
|     | Classifica            | G  | V  | N  | P  | GF | GS | Pt |
| --- | --------------------- | -- | -- | -- | -- | -- | -- | -- |
| 1.  | Tirol Innsbruck       | 36 | 20 | 8  | 8  | 63 | 31 | 68 |
| 2.  | Rapid Vienna          | 36 | 16 | 12 | 8  | 62 | 36 | 60 |
| 3.  | Grazer AK             | 36 | 16 | 9  | 11 | 49 | 40 | 57 |
| 4.  | Sturm Graz            | 36 | 16 | 7  | 13 | 58 | 44 | 55 |
| 5.  | Austria Vienna        | 36 | 14 | 8  | 13 | 47 | 43 | 50 |
| 6.  | Austria Salisburgo    | 36 | 13 | 10 | 13 | 49 | 45 | 49 |
| 7.  | Ried                  | 36 | 13 | 9  | 14 | 51 | 52 | 48 |
| 8.  | Schwarz-Weiß Bregenz  | 36 | 10 | 8  | 18 | 40 | 67 | 38 |
| 9.  | Admira Wacker Mödling | 36 | 8  | 12 | 16 | 29 | 63 | 36 |
| 10. | LASK Linz             | 36 | 8  | 9  | 19 | 43 | 70 | 33 |

### Verdetti
- Tirol Innsbruck Campione d'Austria 2000-01.

|  | FC Tirol Innsbruck |
|  | - Portieri: Reinhold Harrasser (4/-); Stanislav Čerčesov (19/-); Marc Ziegler (14/-) - Difensori: Michael Baur (34/6); Aleksander Knavs (31/1); Walter Kogler (29/-); Oliver Prudlo (23/-); Michael Streiter (1/-); Robert Wazinger (22/-) - Centrocampisti: Markus Anfang (29/1); Zoran Barišić (21/2); Jerzy Brzęczek (27/1); Thomas Grumser (3/-); Alexander Hörtnagl (1/-); Alfred Hörtnagl (28/1); Patrik Ježek (19/2); Roland Kirchler (33/11); Stephan Marasek (27/-); Jürgen Panis (21/2); Andreas Schiener (13/1); Markus Scharrer (21/3) - Attaccanti: Radosław Gilewicz (31/22); Edi Glieder (21/5); Wolfgang Mair (25/3); Florian Sturm (2/-) - Allenatore: Kurt Jara |

- LASK Linz retrocesso in 1. Liga.